# Amedeo Pace
Amedeo Pace (Milano, 1º agosto 1963) è un chitarrista e cantautore italiano, co-fondatore, leader e principale compositore del gruppo indie rock Blonde Redhead, oltre che gemello omozigote del batterista del gruppo Simone Pace.

## Biografia
Di origini siciliane e pavese assieme al suo fratello gemello Simone, ora batterista dei Blonde Redhead, partirono all'età di 13 anni da Milano per andare in Canada e poi successivamente negli Stati Uniti d'America, dove studiarono jazz a Boston.
Si trasferirono a New York, dove conobbero l'attuale cantante della band Kazu Makino, nel 1993, anno di formazione del gruppo.
Come è solito nel gruppo, ciascuno tra Amedeo Pace e Kazu Makino scrive il testo del brano che canta, anche se il batterista Simone Pace ha dichiarato che Kazu talvolta aiuta il compagno nella stesura dei testi. Dal punto di vista musicale, Amedeo ha dichiarato che i brani solitamente iniziano con un suo riff di chitarra o con una sua sequenza di accordi, spesso poi elaborati e completati da lui stesso, talvolta invece insieme a Kazu. L'arrangiamento invece avviene solitamente con l'intera band in studio, anche se riguardo l'album Misery Is a Butterfly egli ha dichiarato: "Sono affezionato a quell'album, l'ho composto, l'ho arrangiato, l'ho prodotto (con Guy Picciotto), lo sento davvero mio".

## Vita privata
Ha avuto una lunga storia d'amore con la compagna di band Kazu Makino, iniziata ai tempi della fondazione della band e terminata ai tempi dell'album 23. La separazione tra i due creerà anche diverse tensioni negli album successivi, che porterà anche ad una pausa temporanea della band dopo l'album Barragàn.
Vive a New York con la sua attuale compagna e artista Melissa Godoy Nieto, la coppia ha una figlia.
È molto legato all'Italia, ha dichiarato che vi trascorre molto spesso le vacanze insieme alla sua famiglia e suo fratello Simone. Inoltre la loro famiglia vive ancora nella loro città d'origine, Milano.